# Манзурское муниципальное образование
Манзурское муниципальное образование — муниципальное образование со статусом сельского поселения в 
Качугском районе Иркутской области России. Административный центр — поселок Манзурка.

## Демография
По результатам Всероссийской переписи населения 2010 года 
численность населения муниципального образования составила 1162 человека, в том числе 575 мужчин и 587 женщин.

## Населённые пункты
В состав муниципального образования входят населённые пункты:
- Манзурка
- Зуева
- Полоскова